# Штакельберг, Константин Карлович
Барон Константи́н Ка́рлович фон Шта́кельберг (15 июня 1848, Стрельна — 30 марта 1925, Таллин, Эстония) — русский генерал, начальник Придворного оркестра Александра III, композитор.

## Биография
Лютеранин. Из дворянского рода Штакельбергов. Сын генерал-лейтенанта барона Карла Карловича Штакельберга (1816—1887) и Эмилии Виктории Иоанны Гауке (1821—1890), дочери польского военного министра Мауриция Гауке. Имел восемь братьев и сестер. Все братья, как и отец, служили в лейб-гвардии Конном полку, трое выбрали военную карьеру. Георгий дослужился до чина генерала от кавалерии, был награждён орденом Святого Георгия 4-й степени за отличия в русско-японскую войну.
Окончил Пажеский корпус (1867) с занесением имени на мраморные доски, был выпущен корнетом в лейб-гвардии Конный полк.
Чины: поручик (1871), штабс-ротмистр (1873), ротмистр (1876), полковник (1878), генерал-майор (за отличие, 1893), генерал-лейтенант (за отличие, 1907), генерал от кавалерии (с увольнением от службы, 1917).
Служил полковым казначеем и заведующим полковым хозяйством, несколько лет командовал 2-м дивизионом Конного полка. Опубликовал несколько трудов по истории полка: отрывки из дневника барона В. С. Каульбарса «Конная гвардия 14-го декабря 1825 года. Из дневника старого конногвардейца», а также собственные сочинения «Полтора века Конной гвардии. 1730-1880» и «История Лейб-гвардии Конного полка. Полтора века Конной Гвардии. 1730—1880» в двух томах.
В августе 1882 года был назначен заведующим придворным музыкантским хором, учрежденным императором Александром III; при этом числился по армейской кавалерии. В 1897 году хор был преобразован в Придворный оркестр, а барон Штакельберг — назначен его начальником. Возглавлял оркестр до мая 1917 года. Возродил Роговой оркестр к коронации Александра III.
В 1879 году стал одним из учредителей Петербургского общества любителей музыки (впоследствии избирался его председателем). В 1900 году основал Музей Придворного оркестра памяти Императора Александра III, которому передал собственную коллекцию музыкальных инструментов. Писал музыкальные произведения под псевдонимом «Ceeste». 
В 1910—1912 годах возглавлял Комиссию по улучшению музыкальной части в войсках армии и флота, которая разработала систему подготовки военных музыкантов.
Арестовывался во время Февральской революции, в мае был произведен в генералы от кавалерии и уволен от службы по болезни. Выехал в Финляндию, с 1918 — в эмиграции в Эстонии. Состоял членом благотворительной организации «Белый крест», помогавшей воинам Северо-Западной армии. Написал несколько музыкальных произведений: марш «Mortius plango» в память о погибших за родину, «Молитва» в память о великой княжне Ольге Николаевне и другие. Уже после смерти барона был издан его романс «Замело тебя снегом, Россия».
Умер в 1925 году в Таллине. Похоронен в Нарве, на фамильном участке Иоанновского кладбища (вместе с отцом, братьями Георгием и Александром).

## Семья

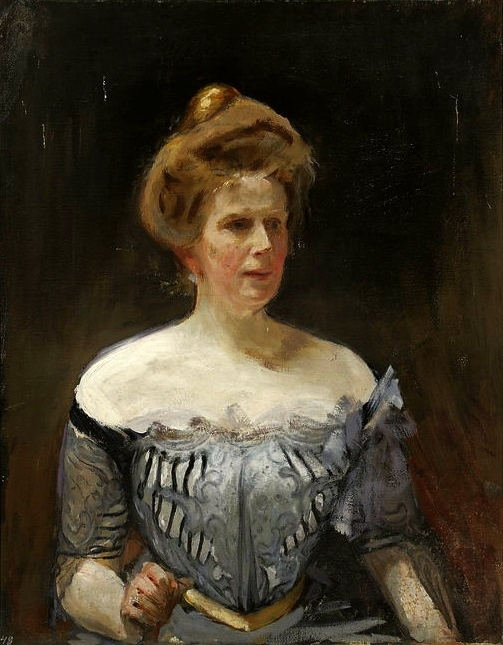
Мария Штакельберг (1907)

Жена (с 1892 года) — баронесса Мария Васильевна Каульбарс (1860—1932; её портреты неоднократно писал художник Я.Ф. Ционглинский, один из них 1907 года хранится в Национальном музей в Варшаве), дочь барона генерал-лейтенанта Василия Романовича Каульбарса (1798—1888); сестра генералов Николая и Александра Каульбарсов. В браке имела двух дочерей: Дагмара (1893— ?) и Хелена (1894— ?).

## Награды
- Орден Святого Станислава 3-й ст. (1871);
- Орден Святой Анны 3-й ст. (1873);
- Орден Святого Станислава 2-й ст. (1878);
- Орден Святой Анны 2-й ст. (1883);
- Орден Святого Владимира 4-й ст. (1886);
- Орден Святого Владимира 3-й ст. (1889);
- Орден Святого Станислава 1-й ст. (1896);
- Орден Святой Анны 1-й ст. (1904);
- Орден Святого Владимира 2-й ст. (1910);
- Орден Белого Орла (1913).
- Медаль «В память коронации императора Александра III» (1883);
- Медаль «В память царствования императора Александра III» (1896);
- Медаль «В память коронации Императора Николая II» (1896);
- Медаль «В память 100-летия Отечественной войны 1812 г.» (1912);
- Медаль «В память 300-летия царствования дома Романовых» (1913).

Иностранные:
- черногорский орден Князя Даниила I 2-й ст. (1894);
- бухарский орден Золотой звезды с алмазами;
- сиамский орден Белого слона 2-й ст.;
- персидский орден Льва и Солнца 1-й ст.;
- сербский орден Таковского креста 3-й ст.;
- румынский орден Короны 1-й ст.;
- шведский орден Меча 1-й ст.;
- итальянский орден Святых Маврикия и Лазаря, кавалер большого креста;
- французский орден Почётного легиона, командор.

## Память
- С 1999 года в Петербурге проводятся «Музыкальные пятницы барона Штакельберга»[1].
- 30 марта 2011 года в Нарве состоялся день памяти барона Штакельберга, организованный объединением гидов Нарвы, Александровским приходом Лютеранской церкви и петербургским Музеем музыки[2].